# Никифорово (Владимирская область)

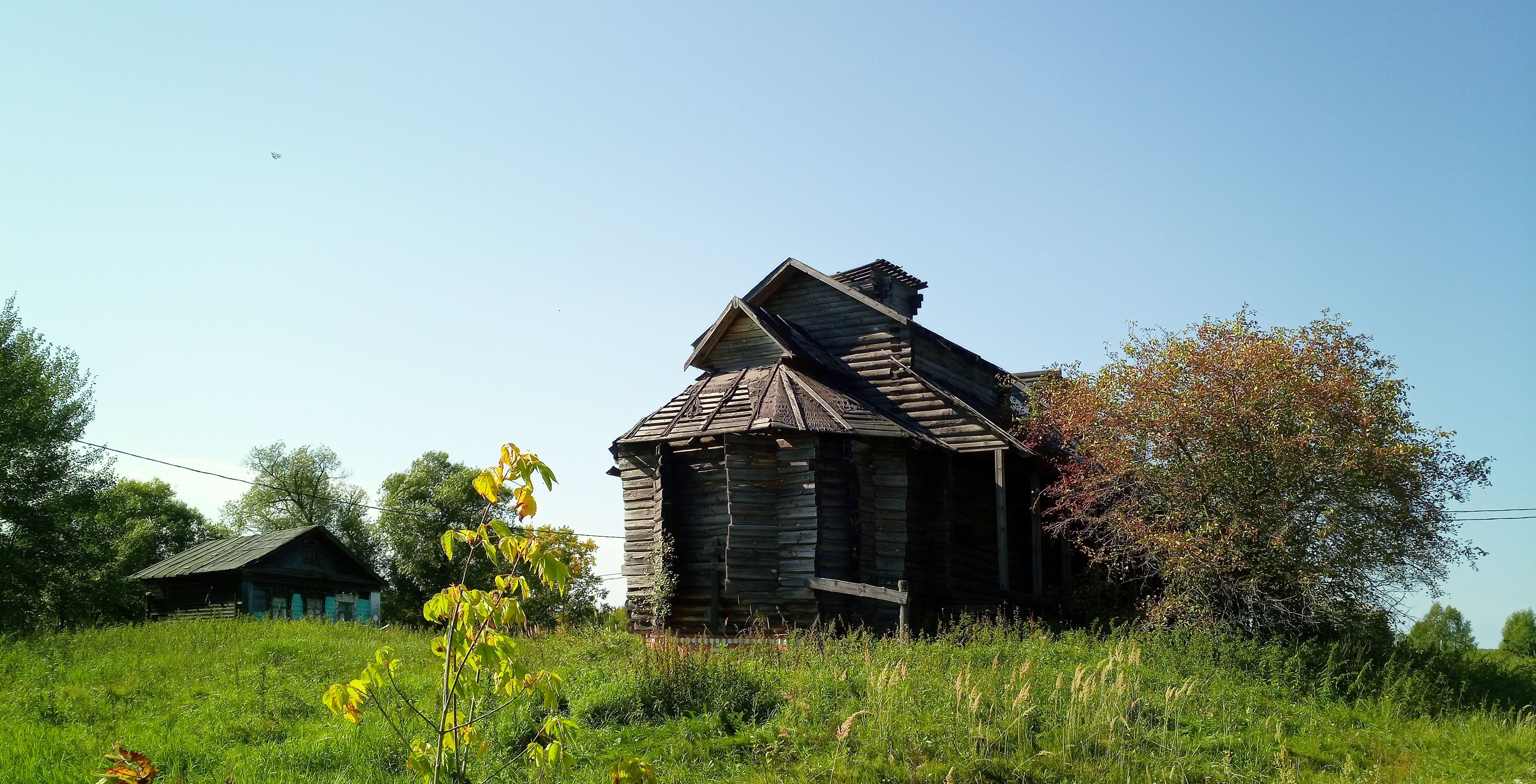
Недостроенная Серафимовская церковь

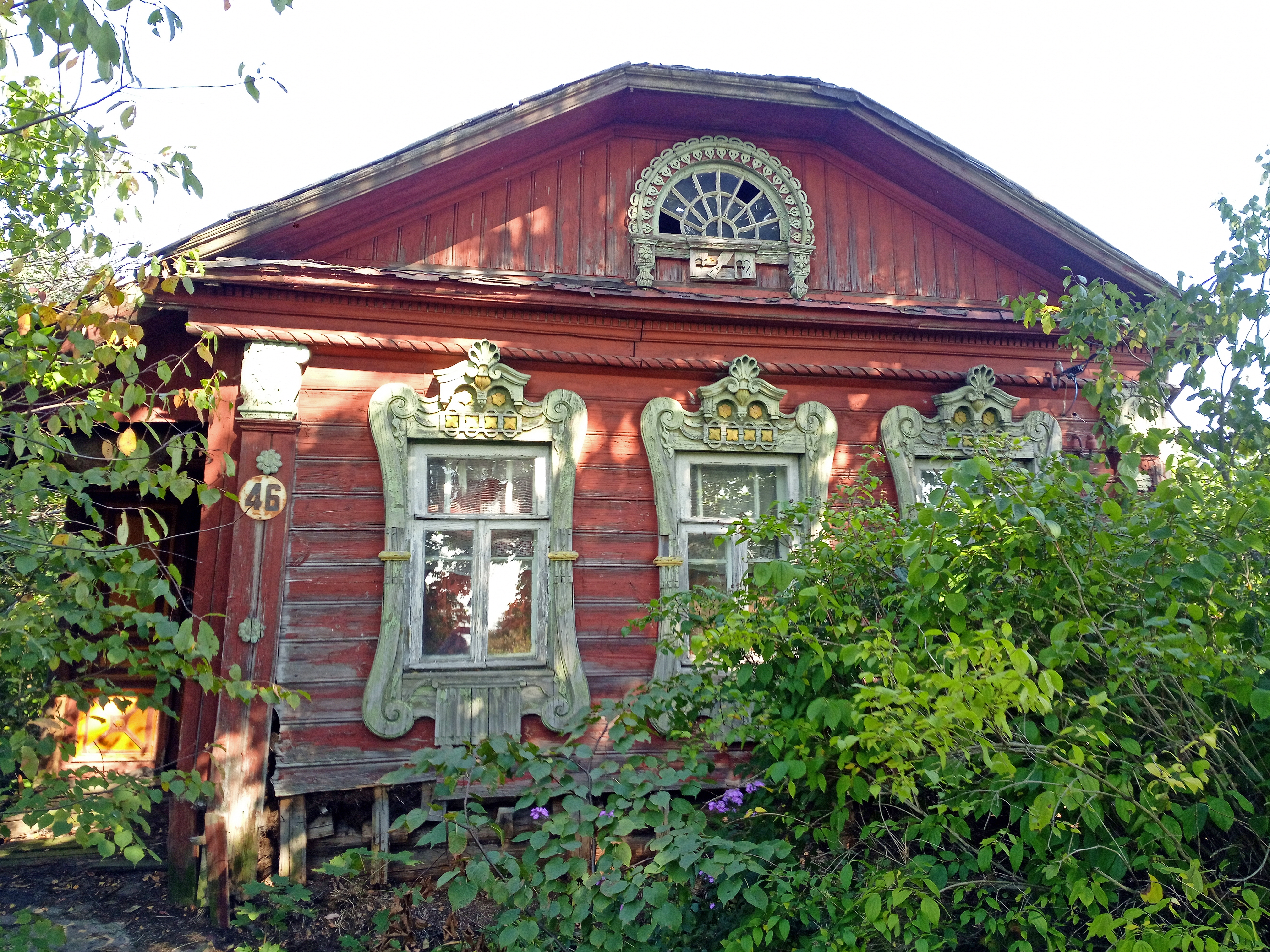
Сельская улица, дом 46

Никифорово — деревня в Киржачском районе Владимирской области России, входит в состав Першинского сельского поселения.

## География
Деревня расположена в 24 км на юго-восток от центра поселения посёлка Першино и в 16 км на юг от райцентра города Киржач.

## История
В XIX — начале XX века деревня входила в состав Финеевской волости Покровского уезда, с 1926 года — в составе Киржачской волости Александровского уезда. В 1859 году в деревне числилось 53 двора, в 1905 году — 75 дворов, в 1926 году — 100 дворов.
В XIX — начале XX века деревня относилась к Ильинскому приходу. В Никифорове стояла деревянная часовня, в которой находились особо чтимая Казанская икона Пресвятой Богородицы. В советское время часовня была разорена, в 1980-е годы стала разрушаться, местные жители разобрали её на дрова. Местонахождение иконы неизвестно.
С 1929 года деревня являлась центром Никифоровского сельсовета Киржачского района, с 1940 года — в составе Финеевского сельсовета, с 1971 года — в составе Федоровского сельсовета, с 2005 года — в составе Першинского сельского поселения.

## Население
| 1859 | 1905 | 1926 | 2002 | 2010 | 2021 |
| ---- | ---- | ---- | ---- | ---- | ---- |
| 342  | ↗426 | ↗456 | ↘19  | ↗27  | →27  |